# ادمون هال
ادمون هال (بالإنجليزية: Edmond Hall)‏ هو عازف جاز أمريكي، ولد في 15 مايو 1901 في نيو أورلينز في الولايات المتحدة، وتوفي في 11 فبراير 1967 في كامبريدج في الولايات المتحدة.

## وصلات خارجية
- ادمون هال على موقع IMDb (الإنجليزية)
- ادمون هال على موقع ميوزك برينز (الإنجليزية)
- ادمون هال على موقع أول ميوزيك (الإنجليزية)
- ادمون هال على موقع ديسكوغز (الإنجليزية)